# Estigmena dohertyi
Estigmena dohertyi es una especie de insecto coleóptero de la familia Chrysomelidae.
Fue descrita científicamente en 1951 por Uhmann.